# Ferula sharifii
Ferula sharifii är en flockblommig växtart som beskrevs av Karl Heinz Rechinger och Esfandiar Esfandiari. Ferula sharifii ingår i släktet stinkflokesläktet, och familjen flockblommiga växter. Inga underarter finns listade i Catalogue of Life.